# Walter Harrison (homme politique)
Walter Harrison (2 janvier 1921 - 19 octobre 2012) est un homme politique travailliste britannique .

## Biographie
Harrison fait ses études au Dewsbury Technical College et à la School of Art. Il est contremaître électricien et est actif au sein de l'Electric Trades Union. Il est conseiller au conseil du comté de West Riding et échevin du conseil d'arrondissement de Castleford.
Élu député travailliste de Wakefield en 1964, Harrison est whip du gouvernement de 1966 à 1970 et whip en chef adjoint de 1974 à 1979. À une occasion en 1968, Harrison gère simultanément deux projets de loi, se coinçant la jambe dans la porte d'un hall de division lors du deuxième vote. Après avoir statué que la majeure partie du corps de Harrison se trouvait dans le hall, le président du comité du projet de loi déclare que le vote a été adopté 22¾-22 en faveur des travaillistes . Lors de la victoire des conservateurs aux élections générales de 1983, il conserve son siège - qui a subi d'importants changements de limites - avec une majorité de seulement 360 voix sur le candidat conservateur.
Harrison prend sa retraite du Parlement en 1987. Il est décédé le 19 octobre 2012, à l'âge de 91 ans.

## Rôle dans le vote de censure de 1979
Le 28 mars 1979, Harrison joue un rôle essentiel dans la défaite du gouvernement travailliste lors du vote de confiance. Alors que le vote se profile, Harrison approche le député conservateur Bernard Weatherill pour faire appliquer la convention et le " gentlemen's agreement " selon lequel si un député malade du gouvernement ne peut pas voter, un député de l'opposition s'abstiendrait pour compenser. Le député travailliste Sir Alfred Broughton est sur son lit de mort et ne peut pas voter, ce qui signifie que le gouvernement perdrait probablement d'une voix .
Weatherill déclare que la convention n'a jamais été destinée à une question de confiance et qu'il serait impossible de trouver un député conservateur qui accepterait de s'abstenir. Cependant, après un moment de réflexion, il propose de s'abstenir lui-même, car il estime qu'il serait déshonorant de rompre sa parole avec Harrison. Harrison est tellement impressionné par l'offre de Weatherill - qui aurait effectivement mis fin à sa carrière politique - qu'il libère Weatherill de son obligation et ainsi le gouvernement est tombé par une voix sur l'accord de gentlemen .
Cet épisode est dramatisé dans la pièce This House de James Graham en 2012 (qui a débuté un mois avant la mort de Harrison). Lorsque la pièce est jouée pour la première fois au National Theatre, le rôle de Harrison est joué par Philip Glenister ,.